# North Tawton
North Tawton è un paese di 1 752 abitanti della contea del Devon, in Inghilterra.